# Batalla de Morella
La batalla de Morella, o de Olocau, fue un enfrentamiento bélico que se produjo el 14 de agosto de 1084 entre las tropas mandadas por Rodrigo Díaz de Vivar del rey Al-Mutamán de la Taifa de Zaragoza y las de una coalición del ejército de Al-Mundir al-Hayib 'Imad al-Dawla de la Taifa de Lérida y del rey de Aragón Sancho Ramírez como culminación de una campaña de fortificación de un castillo en Pobleta de Alcolea por El Cid con objeto de hostigar la importante plaza de Morella (entonces perteneciente a la demarcación de Tortosa del rey taifa de Lérida) en el marco de la guerra entre Al-Mutamán de Saraqusta y su hermano Al-Mundir al-Hayib de Lérida, que pugnaban por unificar la taifa de Al-Muqtadir, que había repartido entre sus dos hijos. La batalla concluyó con victoria decisiva del Cid, que hizo prisioneros a un importante número de magnates.

## Antecedentes
Las operaciones se iniciaron en 1083, tras varias escaramuzas en la frontera norte del reino islámico de Zaragoza y el sur de Aragón entre el Cid y Sancho Ramírez, cuando el rey taifa Al-Mutamán encargó al Cid amenazar Morella mediante la reconstrucción o restauración de una fortaleza situada unos veinte kilómetros al norte de la Morella, en un lugar llamado en árabe Hisn al-Uqab ('castillo del águila'), en las fuentes cristianas convertido en «Alolala», que se ha identificado habitualmente con el castillo de Olocau y recientemente con Pobleta de Alcolea. 
Ante la amenaza que suponía este punto avanzado para la taifa de Lérida, su impulsivo rey Al-Mundir al-Hayib concertó una entrevista con Sancho Ramírez de Aragón para aliarse y expulsar de su posición al Cid. Los ejércitos de la coalición, reunidos a orillas del Ebro, avanzaron juntos hacia el sur, y llegaron a estar cerca de la mesnada del Campeador en el primer semestre de 1084. La Historia Roderici, principal fuente sobre este suceso, relata que el rey de Aragón envió emisarios a Rodrigo Díaz para pedirle que dejara libre esos pasos, a lo que el castellano (según la mencionada crónica latina) respondió orgulloso que si el rey aragonés quería atravesar el territorio por controlado por él, podía hacerlo e incluso se prestaba a proporcionarle protección a todos sus hombres y escolta personal al rey aragonés, pero que si su deseo era que abandonara la plaza fortificada, tendría que enfrentarse con él.

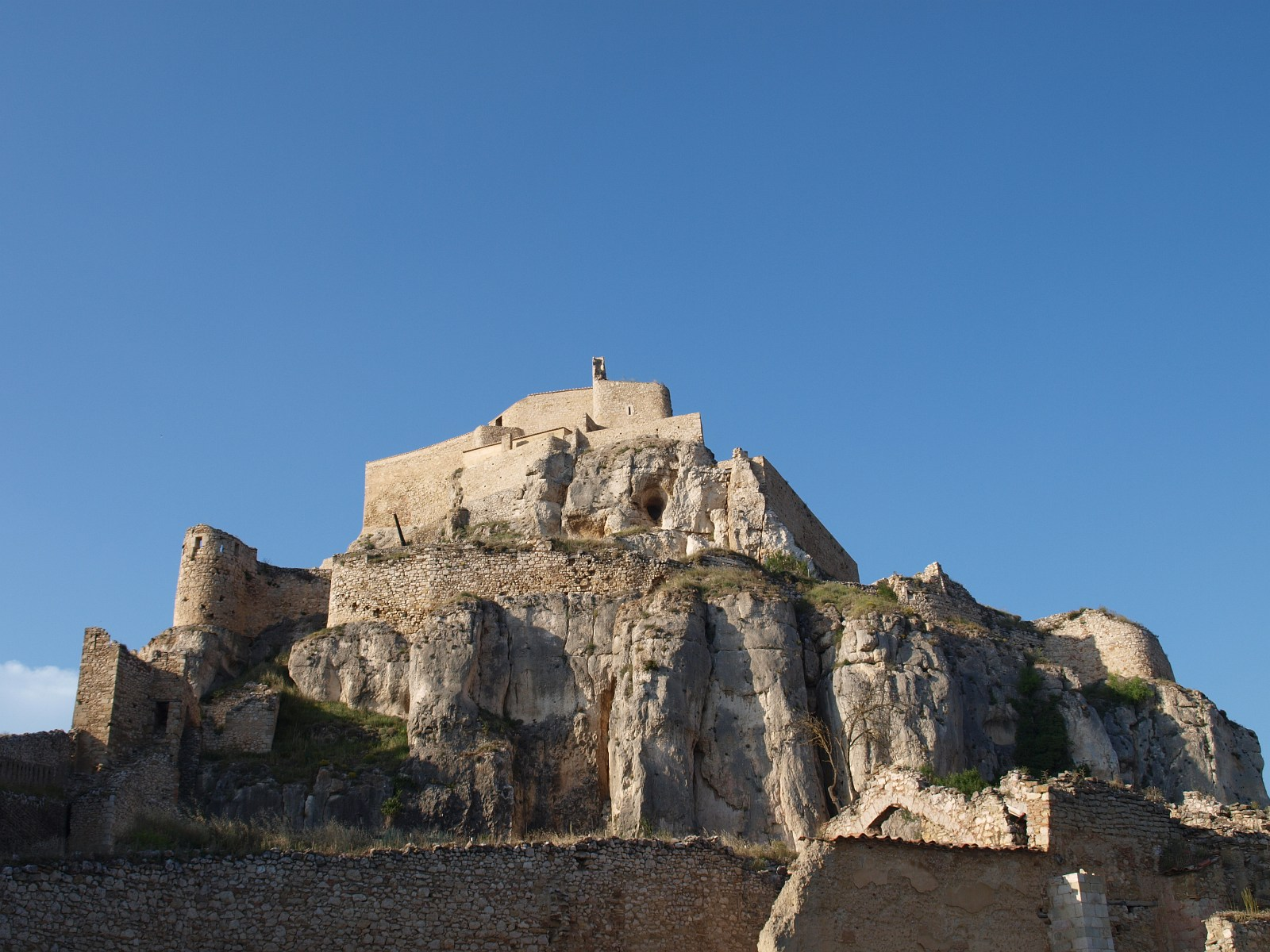
Castillo de Morella.

## Desarrollo
En todo caso, el 14 de agosto se iniciaron las hostilidades, y la batalla fue bastante reñida hasta que, finalmente, al-Mundir y Sancho Ramírez se vieron obligados a huir, tras lo cual el ejército zaragozano de Rodrigo los persiguió con energía. La desbandada debió ser catastrófica, así como la derrota, a juzgar por la calidad y la cantidad de prisioneros capturados, entre los que figuraban importantes nobles de Aragón, Pamplona, Portugal, Castilla y Galicia. Muchos caballeros cristianos, posiblemente buscando fortuna tras ser desterrados, engrosaban las filas del ejército aragonés o leridano. Entre los capturados se contaban el obispo de Roda Ramón Dalmacio; Sancho Sánchez de Erro, gobernador del «condado de Navarra» (yerno del conde García Ordóñez); su sobrino o un joven de su séquito Laín Pérez; el calificado en la Historia Roderici como mayordomo del rey de Aragón Blasco Garcés, que tuvo la honor de Jaca; los tenentes aragoneses Pepino Aznárez (documentado entre 1066 y 1087, caballerizo y escanzano en el séquito del rey de Aragón y tenente de Alquézar); su hermano García Aznárez, tenente de Aibar y posteriormente de Latrás; Íñigo Sánchez, tenente de Peña, Ara y Monclús; Jimeno Garcés, tenente de Buil entre 1084/1085 y 1104; Calvet, tenente de varias plazas en Ribagorza; Fortún Garcés, tenente en Punicastro; Sancho Garcés, posiblemente el tenente de Alquézar entre 1087 y 1093 y luego de Echauri; el conde portugués Nuño Menéndez, esposo de la condesa Goncina; Nuño Suárez (documentado en 1100 y 1101), al que la biografía latina del Cid califica de leonés, aunque fue portugués y estuvo vinculado con el conde Enrique de Borgoña, yerno de Alfonso VI; los gallegos Anaya Suárez y Gudesteo Guntádiz; y el castellano García Díaz.

## Consecuencias
Tras la decisiva victoria lograda dos años antes por el Cid en Almenar para el rey Al-Mutamán ante otra coalición entre la taifa de Lérida y el conde de Barcelona y otros condes catalanes; esta (aplastante) sobre una nueva coalición con las tropas aragonesas habría hecho aumentar en grado sumo el prestigio de El Cid como guerrero, y es posible que en su estancia zaragozana (1081-1086) Rodrigo Díaz recibiese el apelativo de sidi (en árabe andalusí, 'mi señor'), que daría origen al sobrenombre «Cid». De cualquier modo, tal fue la importancia para la Taifa de Saraqusta de esta victoria que, una vez conocida la noticia, el rey Al-Mutamán y su familia salió, junto con gran parte de la población, a recibir al Campeador a la localidad de Fuentes de Ebro (situada a 25 km al este de Zaragoza) para aclamar la llegada del castellano con un importantísimo botín.